# Buenavista, Landa de Matamoros
Buenavista är en ort i Mexiko.   Den ligger i kommunen Landa de Matamoros och delstaten Querétaro Arteaga, i den centrala delen av landet, 190 km norr om huvudstaden Mexico City. Buenavista ligger 1 163 meter över havet och antalet invånare är 135.
Terrängen runt Buenavista är kuperad åt nordväst, men åt sydost är den bergig. Runt Buenavista är det ganska glesbefolkat, med 36 invånare per kvadratkilometer. Närmaste större samhälle är Landa de Matamoros, 10,8 km väster om Buenavista. I omgivningarna runt Buenavista växer huvudsakligen savannskog.